# Előhegy
Előhegy (szlovákul: Diely) Nyitra városrésze Szlovákiában, a Nyitrai kerületben, a Nyitrai járásban.

## Fekvése
Nyitra központjától 3 km-re nyugatra fekszik.

## Története
A városrész a 20. század utolsó évtizedeiben épült fel.